# 北風家
 北風家（きたかぜけ）は、兵庫県の旧家。伝説によれば古代から続く歴史を持つ。1895年（明治28年）北風正造の逝去によって歴史を閉じた。しかし、総本家の継承者として北風籍を返却した違う名字の家が遺産類を管理しており、分家も多く、滅びたわけではない。伝説および家伝については以下の通り。

## 北風称姓以前
第8代孝元天皇の曾孫である彦也須命（ひこやすのみこと）を初代家祖とする。彦也須命が阿閇氏遠祖の彦屋主田心命（ひこやぬしたこころのみこと）と同一人物かは不明。北風氏系図は複数あり、名前が似ている22代彦主（ひこぬし：家伝では「ひこのし」）、6代彦連（ひこむらじ）と初代彦也須命との事跡に混乱が見られる。
第10代崇神天皇が 桑間宮（くわまのみや）にて治世時、彦也須命は、四道将軍の1人として都を離れている父に代わり、天皇に近侍、浪速の浦の魚網所（現在の玉出か）を監督。古くは、家内重大決定時、神意を問うために、遠方にある初代の古墳まで当主が出かけていたというが、いつの頃か忘れられ、古墳の所在地は不詳。
6代彦連（7代彦麻呂あるいは彦丸）が神功皇后に従い、新鮮な魚介類を献上すると共に、新羅に出兵、功あり、兵庫の浦一帯の管理を任される。家宝に皇后の鐙が伝わる（御手判もあったが寛政7年焼失、有栖川宮織仁親王の手判に置き換えられた）。その後、平家による福原京遷都計画の影響で浜方に移るまで、代々、会下山（えげやま）に居を構えた。なお、神功皇后が新羅から帰還の折、阿倍野の近くの浜で吉志舞を舞った阿倍氏は大変近しい一族に当たる。
22代彦主の頃、当時まだ新興の藤原氏と婚姻を結び、白藤（しらふじ）氏を名乗る。
- 近隣の丹生山田荘（神戸市 北区山田町）には、矢田部郡（八部郡）郡司の山田左衛門尉真勝（さねかつ）が右大臣 藤原豊成の娘で中将姫の妹でもある白瀧姫に身分違いの恋をし、帝の援助を得て、故郷に連れ帰って子孫を成したとの伝説「栗花落の井（つゆのい）伝説：神戸市兵庫区都由乃町にも栗花落の森伝説有り」が有り、真勝は彦主と官職が同じ左衛門尉でもあり、関連が注目される。尚、藤原豊成の時代に衛門府は左右に分かれておらず、左衛門尉という官職はない。幕末の当主・北風正造は、現在の神戸市北区山田町小部に唐御殿と呼ばれた別荘を持っており、勤王志士たちとの密談に使用していた。

44代白藤惟村が一門（当時支流だけで21家）を引き連れて南朝後醍醐天皇方に加勢し、1336年北風の強い日、家伝によると、わざわざ敵前を兵庫から東の敏馬（みぬめ）まで船で漕ぎ渡り、敏馬神社に参拝の後、取って返して、兵庫の浦で足利尊氏の軍船の大半を焼いた。尊氏の姿が見えるほど肉薄したが、もう少しのところでその船を取り逃がす。

## 北風（喜多風）家の成立
九州に逃げた尊氏の追討将軍である新田義貞から軍忠状とその佩刀を賜り、喜多風（後に北風に改める）の姓、名前の「貞」の字を賜り、喜多風貞村 となり、左衛門佐（従五位上相当）に任官。左記より、北風家の人名には「貞」のつくものが多い。
しかし、九州から反撃してきた尊氏軍によって、湊川の戦いで楠木正成は戦死、新田義貞と共に喜多風家一門は敗走。貞村は、猪名川上流の地に隠遁、度々兵庫に潜入して再起を期すも病死する。遺児は父の意志を継いで尊氏を付け狙うが、貞村の妻（藤の尼：本名不明）は一門を一時出家させる等、尊氏に認められた新領主赤松氏との仲裁に奔走。喜多風家の命脈を繋いだ。
藤の尼が一門を諭した文書が尼ぜ文書（あまぜもんじょ）であり、滅亡するはずだった喜多風家の面々は私心を排除して公に奉仕すべしとの家訓を残した。これより公に奉仕する伝統が北風家に伝わる。また、幕末に荘右衛門家に婿養子に入った北風正造は、尼ぜ文書を利用して家人を説き伏せ、勤王の志士等を後援した。なお「尼ぜ（尼前）」とは尼御前（あまごぜん）の意で、藤の尼への敬称。
北風家家訓　尼ぜ文書
（音読原文）
尼ぜ御申の事、
浄観寺殿すぐれし強者（もさ）におはしまつれど、ひととせの浪の上のさわぎの折、勢い足らざれば、のがすまじい船を取にがいて、果々は、あらぬさまにおのれ落さすらへ給ひぬる。
九郎左の小さかしき馬鞍にも事をかき、はかばかしき手の者もあらずして、今、はた、いかがせむにて、はぢをしのび、世にうづまれて、すぐしぬとも、おおん為に思し立ぬる初をわすれず、あ子、まごはさらなり、ひい子のひい子の末々の世までも たゆみ無う いひつがせて、類ひ詠う人をふやし、物をたくわへ、時をまちてこそ。人ふゆともわが人とな おぼしそ、物ふゆともわが物とな おぼしそ。おおん為の人、おおん為のものぞ。
（元さらに長文なるも天正の戦乱にて紛失後、家人記憶をたどり復元と）
（訳文）
藤の尼（尼御前）が以下申しおく。
浄観寺（貞村の法名）殿は優れた武将であったが、足利尊氏を兵庫の港に襲撃したとき、本来ならば討ち取るべきところを、惜しくも逃がしてしまい、結果として落ちぶれてしまった。荷物運びにも不自由となり、よい家人もいなくなったので、今日いかにして生きようかと悩む様な毎日である。たとえ、恥を忍び、貧困の中で時を過ごす境遇にあったとしても公に志を抱いた家の始まりを忘れず、子や孫や、子々孫々まで言い伝えて、境遇に耐え、人を増やし、財産も増やして、時を待ち、再び公に奉仕せよ。人が増えても、わが人と思うな。財産が増えても、わが財産と思うな。それは全て公に奉仕する為にそなたたちに一時預けられているものである。

## その後の北風家
厳しい時代を乗り越え、再び繁栄の時代がやって来る。47代良村の後、本家は2家に分かれ、宗家は六右衛門（48代行村から）、嫡家（ちゃっけ）は荘右衛門（48代惟春から）を代々名乗った。宗家は酢の販売、嫡家は海運業を主に取扱い、張り合いながら繁栄した。今は生田裔神八社の1社とされているが、七宮神社は出自が敏馬神社か長田神社といわれ、元々会下山に北風家が祀っていた。また、菩提寺については元々西光寺（藤の寺）であったが、荘右衛門家は能福寺を新に菩提寺とした。北風家は江戸時代、主要7家に分かれ、兵庫十二浜を支配した。
江戸時代、河村瑞賢に先立ち、1639年加賀藩の用命で北前船の航路を初めて開いたのは一族の北風彦太郎である。また、尼子氏の武将山中幸盛の遺児で、鴻池家の祖であり、清酒の発明者といわれる伊丹の鴻池幸元が1600年、馬で伊丹酒を江戸まで初めて運んだ事跡に続き、初めて船で上方の酒を大量に江戸まで回送し、「下り酒」ブームの火付け役となったのも北風彦太郎である。さらに、これは後の樽廻船の先駆けともなった。なお、北風六右衛門家の『ちとせ酢』等の高級酢は江戸で「北風酢」と呼ばれて珍重された。また、取扱店では「北風酢颪：きたかぜすおろし」と看板を出す酢屋もあったという。
俳人与謝蕪村の主要なパトロンが63代北風荘右衛門貞幹である。貞幹は無名時代の高田屋嘉兵衛を後援したことで知られる。
また、幕末から明治にかけての当主・北風正造（66代荘右衛門貞忠）は、表向き幕府の御用達を勤めながら、勤王の志士側について百年除金・別途除金（1796年以降代々の主人が個人の剰余金を居間と土蔵の2つの地下秘密蔵に貯め、60万両以上あったという）の資金と情報を提供、倒幕を推進。明治に入っては、初代兵庫県知事伊藤博文のもと、国事・県政に尽力した。
しかし、正造はあまりにも公徳心の権化であり、友人の伊藤博文も「きれいごとだけでは生きていけん」と忠告するが、理想とのギャップから正造は官を辞する。家業も終には倒産し、正造は東京で客死する。
正造の死を惜しんだ伊藤博文はその後すぐ、自ら筆をふるい、正造の菩提寺、能福寺の北風正造君（顕彰）碑の文字を書いた。
こうして、荘右衛門家は没落し、六右衛門家も寛政年間に血脈が絶え、荘右衛門家が引継ぎ、家財・遺品等の管理をしていたことから、両家の没落はほぼ時期を同じくしたこととなる。
北風家2大本家の葛藤
46代目を兄の貞彦、47代目を弟の良村が継いだのを嚆矢として、48代目から嫡家（ちゃっけ）　惟春（貞彦の子）、宗家（そうけ）　行村（良村の子）に分かれる。ここから両家の仲が悪くなっていく。一番仲が悪かったときは、50代目嫡家　一村（大内家側）と49代目宗家　長村（赤松家側）の時で、合戦に及んだとも言われている。54代目嫡家　資村と53代目宗家　村吉（豊臣秀吉から吉の字を賜うとの伝説有：当主名に「吉」の字の初出；実際、堺の豪商津田家と親戚関係になり織豊政権を支えていた。）の時に戦乱中一緒に戦って一緒に逃げた縁で仲直りし、宗家が嫡家を従える形で、通字が「村」から「よし」に変わり始める（家訓「尼ぜ文書」の原本が焼失。復元を図ったのもこの両名である）。尚、もう一つの通字である「貞」は、44代目貞村（白藤（しらふじ）氏から初めて「きたかぜ」を姓とする）以降、通字として使用されている。60代目嫡家は本来　吉兵衛であったが、宗家出身の貞好が60代目嫡家当主の座を奪い、両家とも宗家の血筋となった。62代目嫡家の時、宗家の血筋も絶えそうになり、宗家からの養子は期待できず、急遽、譜代の家宰杉谷氏より養子をとり貞員となった。以後、嫡家は宗家に対して巻き返しを図っていく。これより嫡家は血脈より人物の優秀さに重点を置き、養子が多くなる。次代松田家からの養子、63代目嫡家　貞幹の時、北風家の全盛期を迎えると共に、宗家を正し（性・金銭面など乱脈多しと）、62代目宗家に嫡家から貞幹の孫の貞章を入れて、嫡家が宗家を引き継ぎ、そのまま明治時代に入る。
主な北風一族
六右衛門家、荘右衛門家、彦六家、三郎右衛門家、七郎右衛門家、七兵衛家、彦太郎（彦太夫）家。
彦六家から七兵衛家までは六右衛門家の支流。彦太郎家の出自は不詳も、菩提寺が能福寺であることから元々は荘右衛門家支流と考えられる。他に六右衛門家の支流で薬種取扱いから医家になった愿之進（玄進）家、荘右衛門家支流の丈助家、彦太郎家の末流と考えられる又太郎家などがある。また、武家の中村四郎三郎家や堺の天王寺屋津田家の方につながる等、姓を変えて存続した家もあった。子孫はおおむね、まず廻船取次ぎを生業とし、本家の情報網としても活動したので、主要な港町に散在していると言われている。特に氷上回廊を越えた与謝郡に多い。
別家
別家とは商売上の主家に対する擬制的分家であり、子飼いの手代・番頭などが称することを許された。主に「喜多（きた）」姓、あるいは「喜多屋」の屋号を称した。なお、小曽根財閥は北風家の番頭から始まっている。他には、北風家では奉公人のことを、花隈城荒木村重旗下の将であったころの名残なのか『家来：けらい』などと呼んだ。家老格に杉谷氏がいたが、絶家し、名跡を受け継ぐ形で北風丈助家が設立された。尚、北風家の墓地は能福寺の裏（道路挟んで西）の他に、藤之寺の北風家墓石群、神戸市立鵯越墓園の旧墓地37区（鵯越大仏より手前で神戸電鉄鵯越駅より比較的近い）などが現存している。